# 礼乐制度
礼乐制度是后人对西周王室制定并傳播的一系列社會習俗的統稱，相傳為周公所創建。 它和宗法制度構成整個中國古代的社會制度，對後世的政治、文化、藝術和思想影響巨大。 禮樂制度分禮和樂兩個部分。 「禮」的部分主要從形式上規範什麼是正確的外向社會舉止，包括每個身份的人應當履行何種禮儀和義務，最終形成等級制度。

## 克己复礼

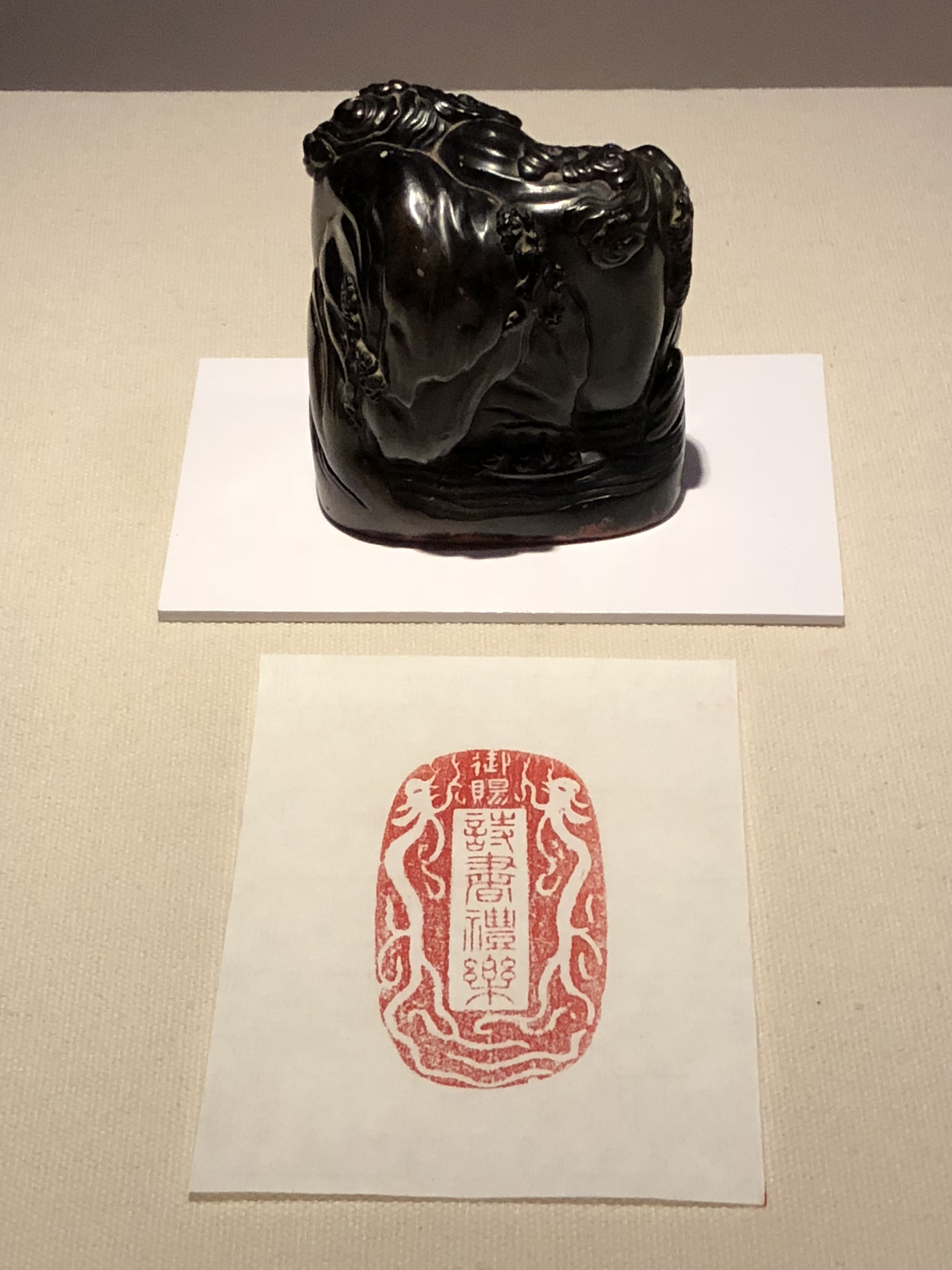
明代“御赐诗书礼乐”山水人物黑寿山石章，孔府旧藏

随着西周社会制度的土崩瓦解，礼崩乐坏，中国历史进入了东周的春秋和战国时期。春秋时期的儒家创始人孔子面对春秋时期的社会乱象，极力主张恢复西周的礼乐制度，提倡“克己复礼”，认为只有恢复礼乐制度，实行仁政，才能解决当时的社会问题，实现“天下有道”的和谐社会。孔子对礼的解释是：“君君，臣臣”即君主要有君主的樣子，臣子也要有臣子的樣子。孔子主张和提倡恢复礼乐制度，还身体力行。传说他曾向老子问礼，又曾痴迷于乐，达到“三月不知肉味”

## 延伸阅读
[在维基数据编辑]
 《欽定古今圖書集成·經濟彙編·禮儀典·禮樂總部》，出自陈梦雷《古今圖書集成》

1. ↑  过常宝. . 全国哲学社会科学工作办公室. 《中国社会科学报国家社科基金专刊》. 2015-03-04. （原始内容存档于2024-05-31） （中文）.